# پیتون پلیس (مجموعه تلویزیونی)
پیتون پلیس (به انگلیسی: Peyton Place)، یک سریال آمریکایی عامه پسند است. این مجموعه تلویزیونی در ۵ فصل و در ۵۱۴ قسمت ۳۰ دقیقه‌ای تولید شد که از ۱۵ سپتامبر ۱۹۶۴ تا ۲ ژوئن ۱۹۶۹ از شرکت پخش رسانه‌ای آمریکا پخش می‌شد.

## بازیگران و شخصیت‌ها
- رایان اونیل در نقش رودی هرینگتون (صداپیشه: سعید مظفری)
- باربارا پارکینز در نقش بتی اندرسون کورد (صداپیشه: پروین چایچی)
- اد نلسون در نقش مایکل رزی
- کریستوفر کانلی در نقش نورمن هرینگتون (صداپیشه: آرشاک قوکاسیان)
- جیمز داگلاس در نقش استیون کورد (صداپیشه: منصور غزنوی)
- دوروتی مالون در نقش کنستانس مک‌کنزی
- تیم اوکانر در نقش الیوت کارسون
- پاتریشیا مروو در نقش ریتا جکس هرینگتون (صداپیشه: آذر دانشی)
- میا فارو در نقش آلیسون مک‌کنزی (صداپیشه: زهره شکوفنده)
- پل لانگتون در نقش لسلی هرینگتون
- فرانک فرگاسون در نقش الی کارسون
- جرج مکردی در نقش مارتین پیتون (صداپیشه: نصرالله مدقالچی)
- استیو اسکات در نقش آدل جکس
- وارنر اندرسون در نقش متیو اسواین
- کیسی راجرز در نقش جولی اندرسون
- روت واریک در نقش هانا کورد
- ارین اوبرین-مور در نقش پرستار استر
- لانا وود در نقش سندی وبر
- جان کار در نقش جان فوولر
- تیپی والکر در نقش کارولین راسل
- لی گرانت در نقش استلا چرناک (صداپیشه: پروین ملکوتی)
- لی تیلور-یانگ در نقش راشل وبر
- باربارا راش در نقش مارشا راسل
- رابرت هوگان در نقش تام وینتر
- گری هاینز در نقش کریس وبر (صداپیشه: احمد مندوب هاشمی)
- دن داریا در نقش ادی جکس
- دینا هیلاند در نقش سوزان وینتر
- ویلیام اسمی‌ترز در نقش دیوید اسکورتر (صداپیشه: ناصر ممدوح)
- کنت اسمیت در نقش دکتر رابرت مورتون
- مایکل کریستین در نقش جو رزی
- و ...